# Richard J. Haier
Richard J. Haier är en amerikansk psykolog och professor emeritus vid Irvine School of Medicine, University of California. Han har forskat på områdena psykometri och generell intelligensfaktor. Han har främst studerat de neurala faktorer som påverkar intelligens med hjälp av neuroradiologi.

## Biografi
Haier doktorerade inom psykologi år 1975 vid Johns Hopkins University. Han har tidigare även arbetat vid National Institute of Mental Health och Brown University.  2016 publicerade han sin första bok, The neuroscience of intelligence, som presenterar en översikt av psykometrifältet samt presenterar och sammanfattar relevanta nya rön inom genetik och neuroradiologi.